# Diocese de São João da Boa Vista
A Diocese de São João da Boa Vista (Dioecesis Sancti Ioannis in Brasilia) é uma divisão territorial da Igreja Católica no estado de São Paulo. Faz parte da Província Eclesiástica de Ribeirão Preto.

## História
Foi criada em 16 de janeiro de 1960 pela bula In Similitudinem Christi (em português:  À Semelhança de Cristo), do Papa João XXIII.
A paróquia mais antiga da diocese é a de Imaculada Conceição de Mogi Guaçu, instalada em 1740, mas que já havia sido construída por volta do ano 1650. Nada se sabe sobre sua construção original e seus construtores.

## Divisão territorial

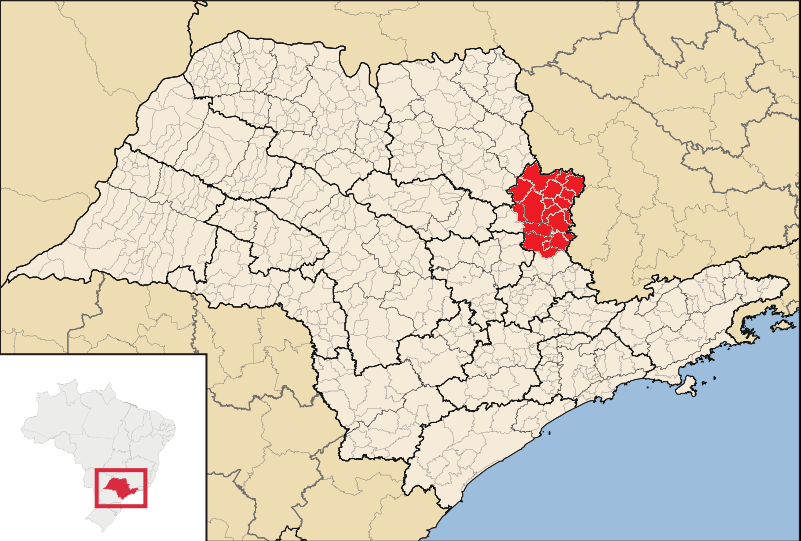
Mapa da diocese

A diocese abrange dezoito municípios paulistas: São João da Boa Vista, Aguaí, Águas da Prata, Caconde, Casa Branca, Divinolândia, Estiva Gerbi, Mococa, Mogi Guaçu, Itobi, Espírito Santo do Pinhal, Santa Cruz das Palmeiras, Santo Antônio do Jardim, São José do Rio Pardo, São Sebastião da Grama, Tambaú, Tapiratiba e Vargem Grande do Sul.
O território da diocese abrange dezoito municípios numa área total de 6 863,93 km².

## Bispos da diocese
| #                        | Nome                            | Período    | Notas                                       | Ref.   |
| Bispos                   | Bispos                          | Bispos     | Bispos                                      | Bispos |
| ------------------------ | ------------------------------- | ---------- | ------------------------------------------- | ------ |
| 7º                       | Eugênio Barbosa Martins, S.S.S. | 2024–atual |                                             |        |
| 6º                       | José Carlos Brandão Cabral      | 2022–2023  | Bispo emérito                               |        |
| 5º                       | Antônio Emidio Vilar, S.D.B.    | 2016–2022  | Nomeado Bispo de São José do Rio Preto      |        |
| 4º                       | David Dias Pimentel             | 2001–2016  |                                             |        |
| 3º                       | Dadeus Grings                   | 1991–2000  | Nomeado Arcebispo coadjutor de Porto Alegre |        |
| 2º                       | Tomás Vaquero                   | 1963–1991  |                                             |        |
| 1°                       | David Picão                     | 1960–1963  | Nomeado Bispo coadjutor de Santos           |        |
| Administrador Apóstolico |                                 |            |                                             |        |
| 2º                       | Moacir Silva                    | 2023–2024  | Arcebispo de Ribeirão Preto                 |        |
| 1º                       | Dadeus Grings                   | 2000–2001  | Arcebispo de Porto Alegre                   |        |